# オーストン・マシューズ
オーストン・テイラー・マシューズ（Auston Taylor Matthews, 1997年9月17日 - ）は、アメリカ合衆国カリフォルニア州サンラモン生まれ、アリゾナ州スコッツデール出身のプロアイスホッケー選手。NHLのトロント・メープルリーフスに所属している。ポジションはセンター。

## 経歴

### 生い立ち
アメリカ合衆国カリフォルニア州にて、アメリカ人の父とメキシコ人の母の間に生まれる。生後2ヶ月でアリゾナ州スコッツデールへ移住し、2歳の頃からフェニックス・コヨーテズの試合を観戦していた。当初はあまりホッケーに興味がなかったが、休憩中にリンクを整備する整氷車に魅了された。5歳でホッケーをしたい意向を家族に明かし、地元のユースチームに加入した。2006年1月16日にはコヨーテズとワシントン・キャピタルズの試合を観戦に訪れ、アレクサンドル・オベチキンの仰向けになりながらのゴールを目撃した。後年に「あれは史上最高のゴールの1つだった」と語っている。
幼少期はアイスホッケーと並行して野球もプレーしていた。父のブライアンはマシューズの才能を最も活かせるのは野球だと考えていたが、マシューズ自身は野球のペースの遅さを嫌い、最終的にはアイスホッケーに専念した。

### ジュニア
2012年のWHLドラフトにて、全体57位でエバレット・シルバーティップスから指名されるも入団せず、アメリカ合衆国代表の育成プログラムに参加した。同年のシーズンは116ポイントを記録し、パトリック・ケインが保持していたシーズン最多ポイント記録を更新した。
2014年、2015年は2年連続でU18世界選手権で優勝し、2015年にはMVPを受賞した。

### ZSCライオンズ
2015年のNHLドラフトには誕生日が2日違いでエントリー資格がなかった。このため、2016年のNHLドラフトまでは海外のプロチームでプレーすることを発表した。
2015年8月7日にナショナルリーグAのZSCライオンズと1年契約を結んだ。

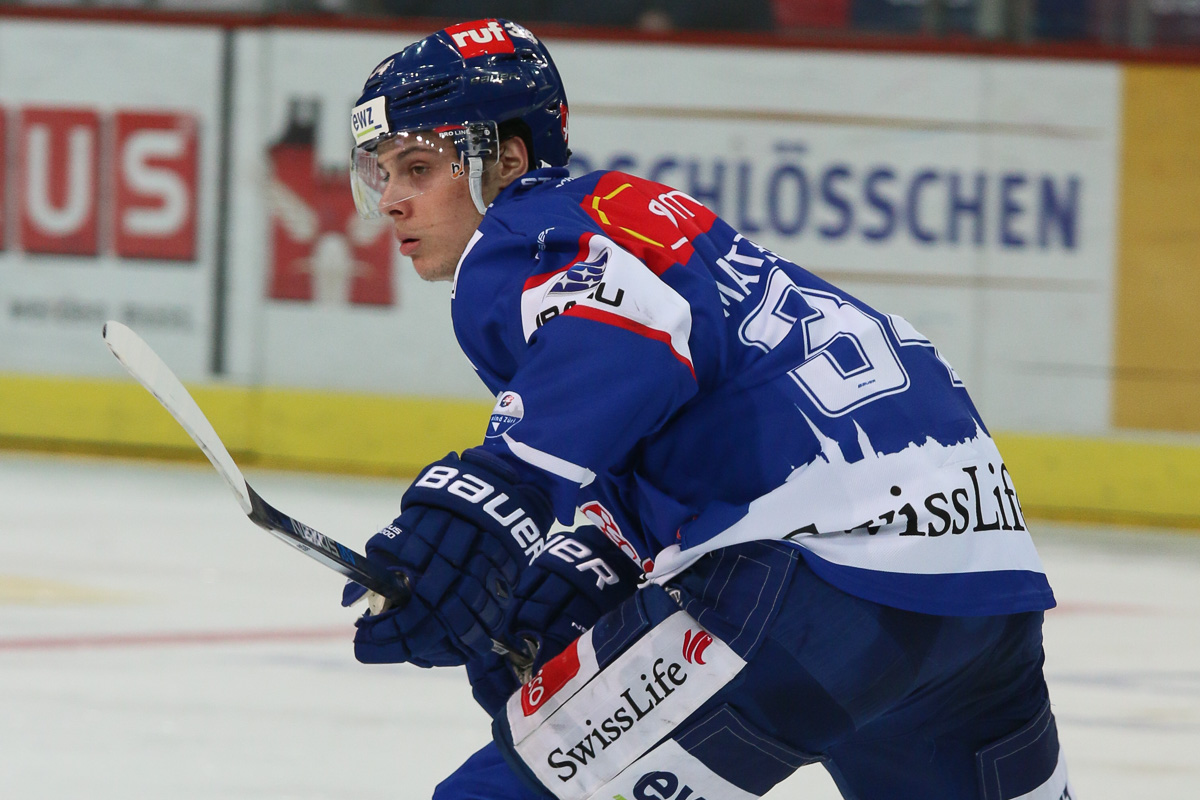
ZSCライオンズでのマシューズ
(2016年)

2015-16シーズンは36試合に出場して24ゴール、22アシスト、46ポイントを記録した。チームは第1シードでプレーオフに出場したが、1回戦でスイープで敗れた。

### トロント・メープルリーフス
2016年のNHLドラフト1巡目全体1位でトロント・メープルリーフスから指名された。NHLドラフトにおいて、アメリカ合衆国出身の選手が全体1位指名されるのは2007年のパトリック・ケイン以来、9年ぶりだった。契約の際にはボーナスを要求。メープルリーフスのGMは選手契約にボーナスを含めることに否定的なスタンスで知られていたが、マシューズの要求を受諾した。
2016-17シーズン、デビュー戦となった2016年10月12日のオタワ・セネターズ戦で4ゴールを記録。リーグ創生期を除けば、デビュー戦での最多ゴール記録となった。この活躍もあり人気を博し、デビュー間も無くユニフォームの売り上げでリーグ1位となった。シーズンでは全82試合に出場してアメリカ出身のルーキーの最多ゴール記録となる40ゴール、29アシスト、69ポイントを記録し、カルダー記念賞を受賞。オールスターゲームにも選出された。
2017-18シーズンは62試合に出場して34ゴール、29アシスト、63ポイントを記録し、2年連続でオールスターゲームに選出された。
2018-19シーズン、2019年2月5日にメープルリーフスと5年総額5,817万ドルの契約延長に合意した。このシーズンは68試合に出場して37ゴール、36アシスト、73ポイントを記録し、3年連続でオールスターゲームに選出された。
2019-20シーズン開幕前にキャプテンに任命された。このシーズンは70試合に出場して47ゴール、33アシスト、80ポイントを記録し、4年連続でオールスターゲームに選出された。

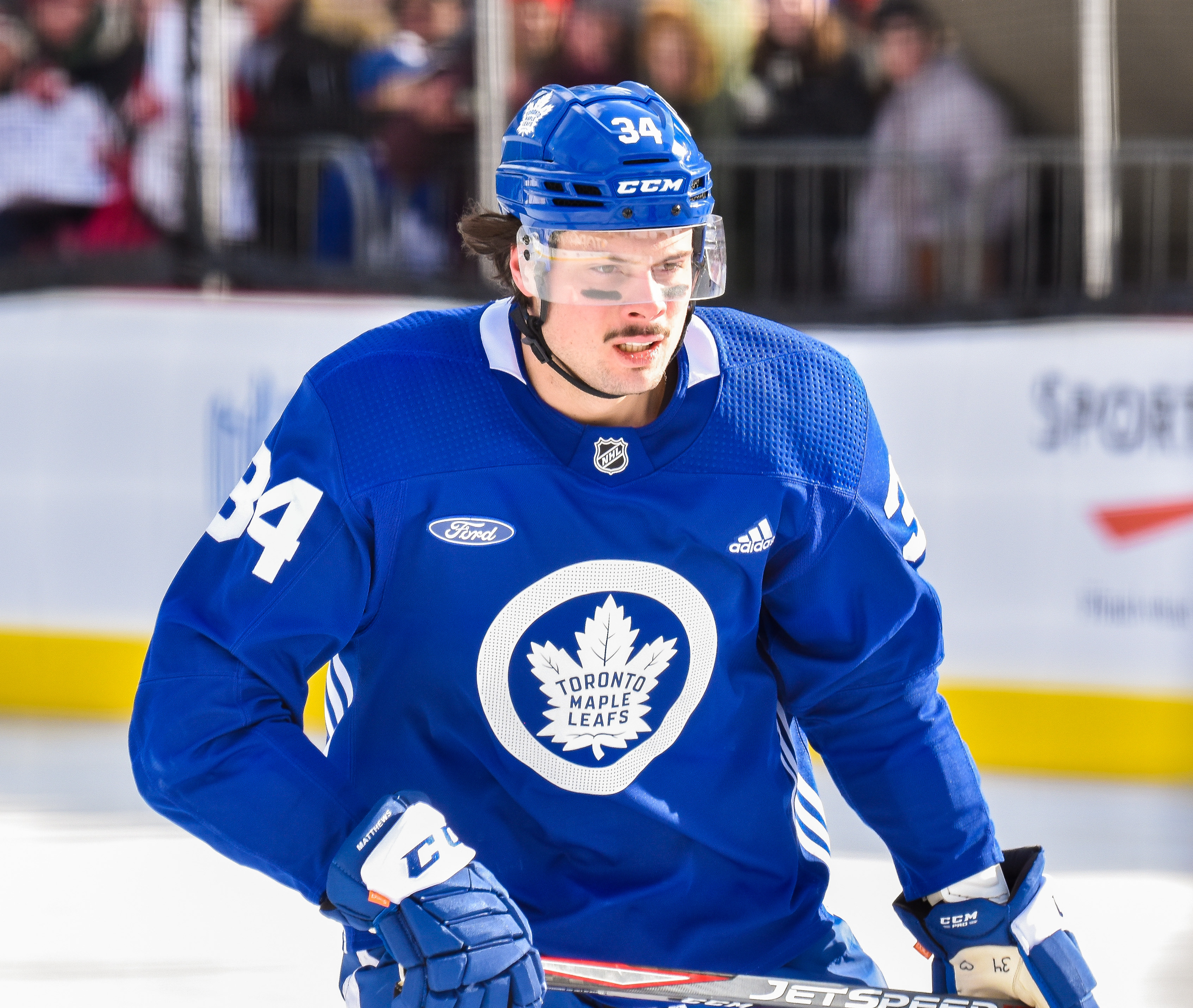
練習中のマシューズ
(2020年)

2020-21シーズンはCOVID-19の影響により、チームはカナダの地区のみで試合を行うことになった。このシーズンは52試合に出場して41ゴール、25アシスト、66ポイントを記録し、メープルリーフスの選手としては史上初となる得点王を受賞した。また、ハート記念賞のファイナリストにも選出されたが、受賞はならなかった。
2021-22シーズン開幕前の2021年8月に手首の手術を受け、開幕後最初の3試合を欠場した。復帰後は最初の6試合でわずか1ゴールに終わるなどキャリア最悪のペースだったが、その後は驚異的なペースでゴールを重ね、シーズン中盤に1位のレオン・ドライザイトルを追い抜く。最終的に自己最多となる60ゴールを記録して2年連続で得点王を受賞した。シーズン60ゴールはメープルリーフスの選手としては史上初であり、NHL全体でも2004年のロックアウト以降、史上3人目であった。プレーオフでは1回戦で3連覇を目指すタンパベイ・ライトニングと対戦。7試合で両チーム最多となる4ゴール、9アシストを記録するなど活躍したが、チームは8季連続となる1回戦敗退を喫した。シーズン終了後、自身初となるハート記念賞、テッド・リンジー賞を受賞した。
2022-23シーズン、2023年1月3日のセントルイス・ブルース戦で、メープルリーフスの選手としては史上最速となる通算500ポイントに到達した。3月25日のカロライナ・ハリケーンズ戦でゴール内シュートを15本放ち、メープルリーフスの球団記録に並んだ。シーズン全体では74試合に出場して40ゴール、45アシスト、85ポイントを記録した。プレーオフ1回戦では2年連続でライトニングと対戦した。多くのメディアから、このシリーズの結果がマシューズの今後の去就を大きく左右すると予測される中、6試合で5ゴール、4アシストを記録。チームは4勝2敗で勝利し、2004年以来となる2回戦進出を果たした。フロリダ・パンサーズとの2回戦では1勝4敗で敗退し、5試合で2アシストに留まった。

## 人物
スポーツ一家で育ち、父は大学野球選手、叔父のウェスはナショナル・フットボール・リーグ(NFL)のマイアミ・ドルフィンズに所属していた経験がある。父はニュージャージー州に拠点を置く製造会社の最高責任者である。
母がメキシコ人であるため、スペイン語をある程度話すことができる。
2019年9月に、同年5月に女性警備員の下着を露出させたとして起訴された。最終的には和解が成立し、11月13日に告訴が取り下げられた。

## 詳細情報

### 賞歴
- ハート記念賞：1回（2022年）
- テッド・リンジー賞：1回（2022年）
- NHLオールスターゲーム選出：6回（2017年 - 2020年、2022年、2023年）
- NHL得点王：2回（2021年、2022年）
- NHLオールスターチーム
  - 1stチーム：1回（2022年）
  - 2ndチーム：1回（2021年）
- カルダー記念賞（2017年）
- NHLオールルーキーチーム（2017年）

### 記録

#### NHL記録
- デビュー戦での最多ゴール記録：4
- アメリカ出身のルーキーによるシーズン最多ゴール記録：40
- デビューからの連続ゴール記録：103試合
- デビュー最初の5試合全で複数ポイントを記録した史上最年少選手（21歳）

#### メープルリーフス記録
- シーズン最多ゴール記録：60
- 通算25ゴールを記録した最速試合数：52試合
- ルーキーによるシーズン最多ポイント記録：69
- ルーキーによるシーズン最多ゴール記録：40
- キャリア最初の4年間でいずれも30ゴール以上を記録した唯一の選手
- シーズン50ゴールを記録するまでに要した最短試合数：62試合
- 通算500ゴールを記録するまでに要した最短試合数：445試合

### 背番号
- 34（2016年 - ）